# Charles Josselin
Charles Josselin (ur. 31 marca 1938 w Pleslin-Trigavou) – francuski polityk i samorządowiec, deputowany krajowy i senator, poseł do Parlamentu Europejskiego I kadencji, sekretarz stanu i minister delegowany.

## Życiorys
Pochodzi z katolickiej rodziny rolniczej, wcześnie stracił ojca. Ukończył studia z prawa publicznego na Uniwersytecie w Rennes 1, następnie Instytut Nauk Politycznych w Paryżu. Podczas nauki działał w organizacji studenckiej Union nationale des étudiants de France, kierował jej strukturami w Rennes i wszedł w skład władz krajowych. Od 1965 do 1973 pracował w bankowości, w tym w Banque de l’Union parisienne i koncernie Caisse des dépôts et consignations. Działał ponadto w związku zawodowym Confédération française démocratique du travail i organizacji Cités Unies France.
W latach 60. działał w Konwencji Instytucji Republikańskich, następnie w Partii Socjalistycznej. Zajmował stanowiska samorządowe: radnego regionu Bretania (1974–1985), przewodniczącego rady departamentu Côtes-d’Armor (początkowo pod nazwą Côtes-du-Nord; 1976–1997), mera (1977–1997) i zastępcy mera (2001–2008) Pleslin-Trigavou. W kadencji 1973–1978 po raz pierwszy zasiadał w Zgromadzeniu Narodowym, pozostając jego wiceprzewodniczącym. Ponownie był jego członkiem od 1981 do 1997 (z przerwami na okres pełnienia funkcji rządowych). W 1979 wybrany posłem do Parlamentu Europejskiego, zrezygnował z mandatu dwa lata później. Przystąpił do frakcji socjalistycznej. W administracji centralnej pełnił funkcje sekretarza stanu ds. transportu (1985–1986) oraz morza (1992–1993), a także ministra delegowanego ds. współpracy i frankofonii (1997–2002). W 2006 wygrał wybory uzupełniające do Senatu. W 2008 nie ubiegał się o reelekcję po wyroku skazującym go w pierwszej instancji za nieprawidłowe wykorzystanie publicznych funduszy.
Był żonaty, związek ten zakończył się w 1982 rozwodem.